# Songwŏn-gun
Songwŏn-gun (koreanska: 송원군) är en kommun i Nordkorea.   Den ligger i provinsen Chagang, i den centrala delen av landet, 150 km norr om huvudstaden Pyongyang.